# Mighty Servant 3
Le Mighty Servant 3 est un navire transporteur de colis lourds semi-submersible, armé par la compagnie néerlandaise Dockwise. Il est notamment utilisé pour transporter des plates-formes pétrolières à leur lieu de destination. Il a coulé le 6 décembre 2006 au large de l'Angola, mais a depuis été renfloué.

## Histoire
Construit en 1984 par les chantiers Oshima, le Mighty Servant 3 fait partie de la classe des Mighty Servant, la troisième classe de semi-submersibles après le Super Servant 1 en 1979 et la série des Swan en 1981. Ses deux sister-ships sont le Mighty Servant premier du nom et le Mighty Servant 2, de 1983. Ce dernier a fait naufrage le 2 novembre 1999, après avoir heurté un haut-fond.
Le Mighty Servant 3 a d'abord été en opération de 1984 à 1994 avec la compagnie Wijsmuller Transport, puis avec Dockwise depuis 1994. Ses opérations notables incluent :
- le transport du module Conoco Heidrun de 8 600 tonnes, monté sur une barge de 9 700 tonnes, en mars 1994[1] ;
- le transport en 1995 de la plate-forme de forage Santa Fe 140[2] ;
- le transport de la coque de la plate-forme Troll C de 14 000 tonnes de la Corée du Sud vers le gisement Troll en Norvège, fin 1998 : la plate-forme a été glissée sur le pont du navire depuis le quai, puis a été déchargée par ballastage[3].

Il s'est notamment distingué pour avoir réalisé pour la première fois un placement de superstructure d'une plate-forme pétrolière. Le Mighty Servant 3 a chargé la superstructure de la plate-forme AMP1 (TotalFinaElf), l'a transporté depuis Jebel Ali (Émirats arabes unis) jusqu'au large de Port Harcourt (Nigeria) ; cette superstructure pesait 11 200 tonnes. À l'arrivée, le 14 mars 2003 le navire s'est glissé entre les piliers de support de la plate-forme, ne laissant que vingt centimètres de chaque côté de la coque ; il a ensuite utilisé ses ballasts pour reporter progressivement le poids de la superstructure sur les piliers, jusqu'à ce que la superstructure soit entièrement en place. Cette opération reste pour l'instant unique au monde.
Habituellement, les plates-formes sont déchargées par technique float-off : le navire s'enfonce dans l'eau en utilisant ses ballasts jusqu'à ce que la plate-forme flotte et puisse être remorquée.

## Caractéristiques
Le Mighty Servant 3 mesure 181 m de long et a un port en lourd de 27 720 tonnes ; concrètement, il peut soulever des charges pesant jusqu'à 25 000 tonnes. Son pont de 140 mètres par 40 mètres a une résistance de 19 à 25 tonnes par mètre carré. Il est propulsé par deux moteurs Diesel semi-rapide, entraînant chacun une hélice.
En tant que navire semi-submersible, il inclut de grands ballasts permettant d'ajuster finement l'inclinaison et l'immersion ; il peut s'enfoncer dans l'eau de 12 m environ, afin de pouvoir soulever des charges flottantes ou de les décharger de cette manière. Deux réserves de flottabilité se trouvent à l'arrière et servent de point d'amarrage, mais sont amovibles et peuvent être placées à l'avant grâce à des rails, pour tenir dans des logements spéciaux et libérer de l'espace de pont.
Comme les autres Mighty Servant, il dispose d'une coque spéciale tulipée afin d'ajuster finement la stabilité : une plus grande immersion accroît la largeur au niveau de la flottaison et permet donc une stabilité accrue ; cette méthode limite toutefois le port en lourd.
Enfin, il inclut une grande cale principale inondable, de 100 × 16 × 7,5 m, qui peut aussi servir au transport de marchandises ; un mât Stuelcken derrière le château permet le chargement.

## Naufrage
En décembre 2006, le Mighty Servant 3 transportait la plate-forme de forage Aleutian Key, construite en 1976, jusque vers un champ de forage au large de l'Angola. Après le déchargement par float-off de la plate-forme le 6 décembre, le navire s'enfonce de l'arrière puis coule par 62 m de fond ; tous les membres d'équipage sont sauvés. Le navire repose à 1 mille marin du port de Luanda, et seul son mât de charge émerge.
Des plongées ont été effectuées sur le navire ; SMIT Salvage réalisa des opérations de dépollution et effectua un renflouement du navire grâce à la grue flottante Taklift 7 et par pressurisation de la coque. Le renflouement prit plusieurs mois.
Le navire fut retourné à ses propriétaires le 26 mai 2007, après avoir été vidé de son eau. Il a ensuite été transporté vers Le Cap — en Afrique du Sud — où il est arrivé le 17 juin 2007.
En août 2009, Dockwise Shipping a annoncé la reprise du service après une reconstruction en profondeur du navire dans les chantiers navals de Grand Bahama.

## Sources